# Nancy Currie
Pour les articles homonymes, voir Currie.
Nancy Jane Sherlock Currie est une astronaute américaine né le 29 décembre 1958 à Wilmington, dans le Delaware.

## Biographie

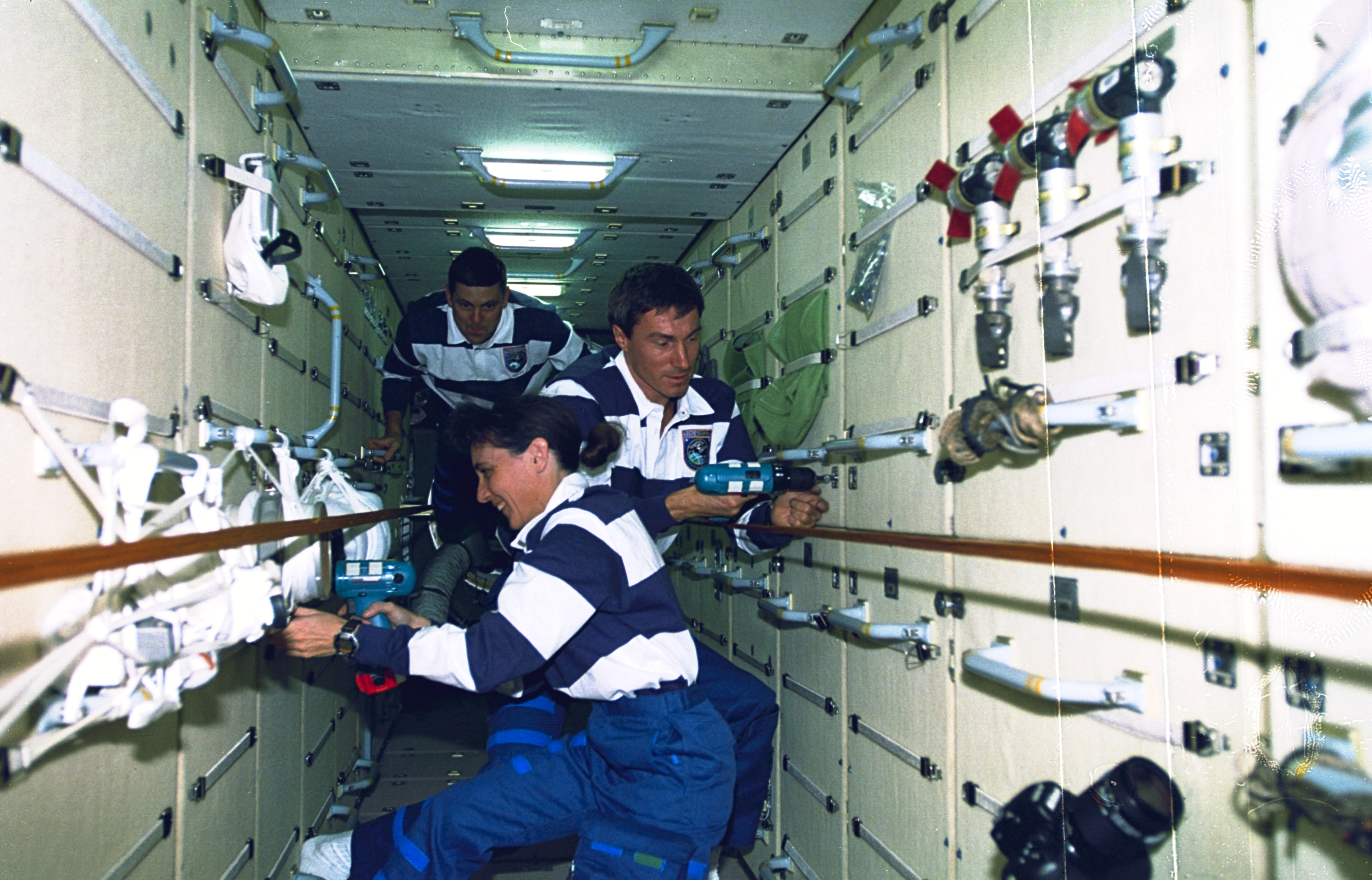
Nancy Currie en 1998 dans le module russe Zarya.

Currie est née le 29 décembre 1958 à Wilmington, dans le Delaware, mais a grandi à Troy (Ohio), en Ohio.
Elle est diplômée de Troy High School, à Troy (Ohio) en 1977 et obtient son obtenu un baccalauréat ès arts avec mention en sciences biologiques à l'université d'État de l'Ohio, à Columbus en 1980. Elle obtient une maîtrise ès sciences en ingénierie à l'université du Sud de la Californie en 1985, et un doctorat en génie industriel de l'Université de Houston en 1997.
Currie a servi dans l'armée des États-Unis durant 22 ans. Avant son affectation à la NASA en 1987, elle a suivi une formation de pilote et a ensuite été affecté comme pilote instructeur à l'école d'aviation de l'armée américaine. Elle a occupé divers postes de direction dont chef de section. Comme un aviateur de l'Armée, elle a enregistré plus de 3900 heures de vol.
Currie a été affecté à la NASA au Centre spatial Lyndon B. Johnson en septembre 1987 en tant qu'ingénieur de simulation de vol pour l'entraînement au pilotage de la navette, un simulateur de vol complexe qui modélise les caractéristiques de vol de la navette spatiale.
Elle devient astronaute en 1990, elle a été impliquée dans le matériel robotique et le développement de la procédure de la navette et la station spatiale et a travaillé en tant que communicateur de l'engin spatial. Dr Currie a aussi été le chef du bureau de robotique.
Elle a participé à quatre missions de la navette spatiale, elle a accumulé 1000 heures dans l'espace. Elle a volé comme spécialiste de mission - ingénieur de vol, la mission STS- 57 (1993) , STS- 70 (1995) , STS- 88 (1998) et STS -109 (2002) .
En septembre 2003 Currie a été choisi pour diriger le Programme sécurité de la navette spatiale. En 2006, elle sert de conseiller technique principal à l'automatisation, la robotique et la Division de Simulation de la Direction de l'ingénierie.

## Vols réalisés
- Endeavour STS-57, lancée le 21 juin 1993.
- Discovery STS-70, lancée le 13 juillet 1995.
- Endeavour STS-88, lancée le 4 décembre 1998 : première mission d'assemblage de l'ISS, par l'amarrage du module américain Unity au module russe Zarya.
- Columbia STS-109, lancée le 1er mars 2002 : 4e mission de maintenance du télescope spatial Hubble.